# Танагра-білозір чорногорла
Танагра-білозір чорногорла (Chlorochrysa calliparaea) — вид горобцеподібних птахів родини саякових (Thraupidae). Мешкає в Андах.

## Опис

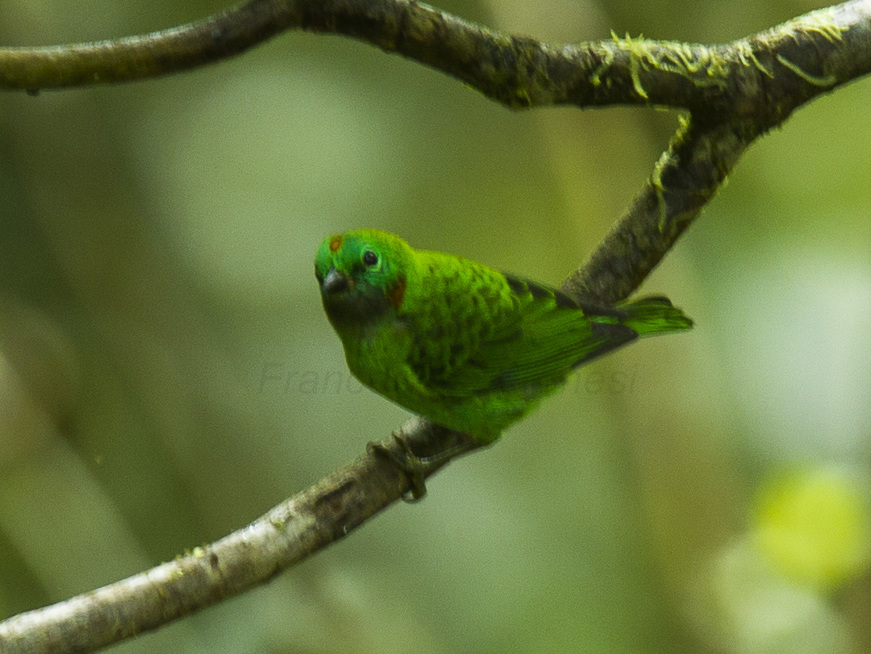
Чорногорла танагра-білозір (південний Еквадор)

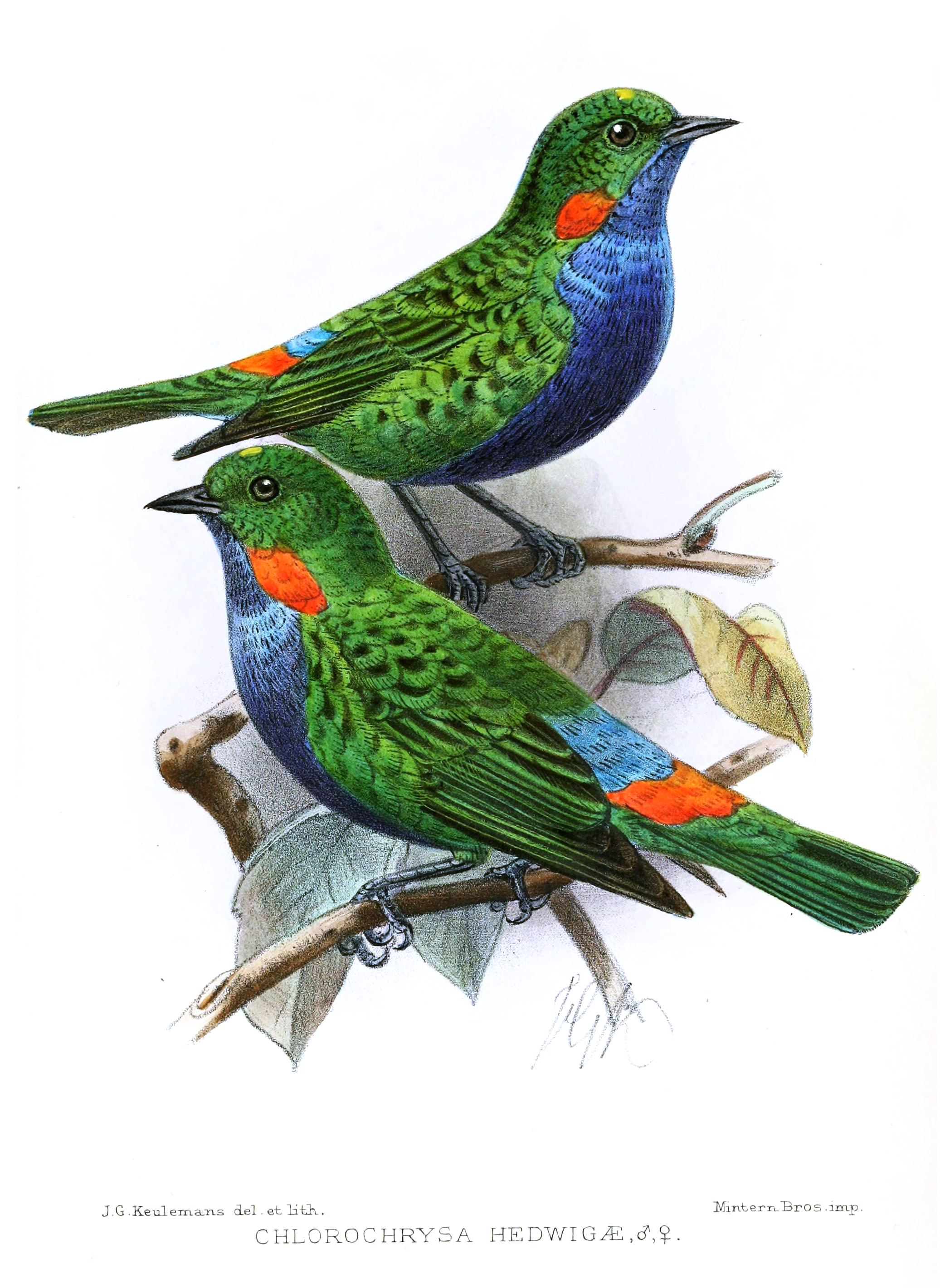
Чорногорлі танагри-білозори

Довжина птаха становить 12 см, вага 15-21,5 г. Забарвлення переважно смарагдово-зелене, блискуче. Пера біля основи чорні, деякі окремі пера повністю чорні, що дадає оперенню дещо плямистого вигляду. На тімені золотисто-оранжева пляма, на шиї з боків яскраво-оранжеві або червонувато-оранжеві плями, на надхвісті рудувато-оранжева смуга. Три центральні пари стернових пер темно-зелені з чіткими яскраво-зеленими краями, решта стернових пер чорні. Першорядні, другорядні і третьорядні махові пера мають зелені зовншіні опахала, внутрішні опахала у них чорні з яскравво-зеленими краями. Горло чорне, окаймлене з боків оранжевими плямами. Нижня частина грудей і живіт мають синьо-зелений відблиск. Самиці мають менш яскраве забарвлення. оранжеві плями на горлі у них менші. горло більш сіре. Представники підвиду C. c. fulgentissima виразняються жовтою плямою на тімені, яскраво-червоними плямами на шиї і надхвісті, бірюзовою нижньою частиною спини і сапфірово-синьою смугою на нижній частині тіла.

## Підвиди
Виділяють три підвиди:
- C. c. bourcieri (Bonaparte, 1851) — східні схили Анд на заході Венесуели (на кордоні штатів Мерида і Баринас), Колумбійські Анди (на західних схилах Східного хребта від Кундінамарки до долини Магдалени в департаменті Уїла, на східних схилах на південь від Какети), східні схили Анд в Еквадорі і Перу (на південь до долини Уайяґи в Уануко);
- C. c. calliparaea (Tschudi, 1844) — східні схили Перуанських Анд (від Паско до долини Тамбо на заході Куско);
- C. c. fulgentissima Chapman, 1901[5] — східні схили Анд на півдні Перу (на південь від Куско) і в Болівії (на південь до Кочабамби).

## Поширення і екологія
Чорногорлі танагри-білозори мешкають у Венесуелі, Колумбії, Еквадорі, Перу і Болівії. Вони живуть у вологих гірських і хмарних тропічних лісах з великою кількістю мохів і епіфітів, на узліссях і галявинах. Зустрічаються на висоті від 900 до 2000 м над рівнем моря. Живляться безхребетними, а також ягодами і плодами, переважно з родини меластомових. Гніздо робиться з моху, папоротей, рослинних волокон і рослинного пуху, розміщується на висоті 2-4 м над землею. В кладці 1 яйце, насиджують лише самиці. Пташенята покидають гніздо через 21 день після вилуплення.